# Osbornellus horvathi
Osbornellus horvathi är en insektsart som beskrevs av Matsumura 1908. Osbornellus horvathi ingår i släktet Osbornellus och familjen dvärgstritar. Inga underarter finns listade i Catalogue of Life.